# Ford Pampa
Ford Pampa foi uma picape de pequeno porte fabricada pela Ford do Brasil entre 1982 e 1997. Essa caminhonete de porte pequeno, teve versões como: cabine dupla, tração 4x4, Ghia, S, GL e L. Curiosamente foi a única pick up pequena da história do Brasil a ter tração 4x4.

## História
Em 1978 a Ford lançou o projeto BETA, visando projetar uma pick up leve e um substituto para o Jeep. O esboço da pick-up foi idealizado pelo engenheiro Luc de Ferran e aproveitava o chassi e parte da estrutura do Corcel.
A Pampa (populamente conhecido com pronome feminino, porém a Ford o lançou como o Pampa, pronome masculino), era baseada na segunda geração do Corcel e foi apresentada no Salão do Automóvel de 1982, feita para concorrer com o Fiat Fiorino (picape), Volkswagen Saveiro e Chevy 500. No modelo 1984, ocorrem as primeiras alterações, recebendo o motor CHT, mais potente e econômico. O motor CHT de 1600 cm³ possuía 75 CV a álcool e 73 CV a gasolina, respectivamente fazendo com que a Pampa chegasse a uma velocidade máxima de 145 km/h e 140 km/h. O modelo 4x4, lançado no mesmo ano juntamente com a Belina 4x4, era equipado com câmbio de quatro marchas, banco inteiriço e também contava com um segundo tanque de combustível na versão a álcool, para 40 litros adicionais. Seu interior era bem mais básico que o pioneiro modelo 4x2.
Em 1986 passam a existir os modelos básico, L e GL, e neste mesmo ano toda linha Pampa recebe a grade frontal da versão 4x4 para o modelo 1987. Era semelhante a do Del Rey, além de ganhar a versão Ghia com itens de luxo do modelo Del Rey Ghia. Entre eles painel completo, vidros e travas elétricas. Apesar disso a Pampa deixou de ter ar-condicionado, somente dispondo opcionalmente de ar-quente.
A Pampa sempre vinha sendo líder entre as picapes leves até então e continuou nessa situação até ser descontinuada. Em 1990 recebe o motor VW AP-1800, equipando as versões L, GL e Ghia. O CHT 1.6 ainda permanece nas versões L e GL 4x4. No ano seguinte chega a versão S, muito mais esportiva e completa, só vindo com motorização de 1800 cm³ e trazendo itens de séries como ganchos externos, borrachas protetoras das bordas da caçamba, espelho retrovisor dia e noite, direção hidráulica opcional, bancos individuais ajustáveis, rodas estilizadas, faixas personalizadas nas laterais, janela traseira corrediça, spoiler dianteiro com faróis de neblina embutidos e outros itens existentes na versão Ghia, como trio elétrico.
Em 1992 a Pampa recebe uma nova grade frontal, idêntica a do Del Rey, este que teve sua produção encerrada em 1991. Dois anos depois ela recebera carburador eletrônico (2E CE) para as motorizações de 1800 cm³. Em 1995 saem de linha as versões Ghia e Jeep GL 1.6 4x4, ficando somente a L (1.6 e 1.8), GL (1.8) e a S (1.8).
A Pampa deixa de ser produzida em 1997, ano-modelo em que os motores 1.8 foram equipados com injeção eletrônica monoponto EEC-IV, constituindo-se na picape derivada de automóvel mais vendida do segmento, ultrapassando as 380.000 unidades comercializadas. Mesmo diante de concorrentes com design mais modernos como a recém lançada pick up Corsa, a segunda geração da Saveiro, a terceira geração do Fiorino pick up, e as importadas Hilux primeira geração no Brasil que inicialmente era pick up pequena, e a Mazda B2200, a Pampa sempre foi líder de vendas, extremamente popular, robusta e arrebatando uma legião de fãs por todo o país, foi sucedida pela Courier, que nunca teve os mesmos índices de vendas, sendo que muitas vezes é possível ver mais Pampas nas ruas que Couriers.

## Séries especiais[4]
- Pampa Roadstar: a série de 1985 tinha poucos detalhes diferentes, como faixas laterais, relógio junto ao teto e tecido superior nos bancos.